# ورانداس ویلمز–کرلان
ورانداس ویلمز–کرلان (هلندی: Vérandas Willems–Crelan) یک تیم دوچرخه‌سواری در کشور بلژیک است.
این تیم که در سال ۲۰۱۳ تأسیس شده در تورهای قاره‌ای دوچرخه‌سواری شرکت میکند.